# 아트 센터 칼리지 오브 디자인
아트 센터 칼리지 오브 디자인(영어: ArtCenter College of Design)은 미국의 대학으로, 주로 디자인에 특화된 학과가 많이 설치되어있다. 흔히 약자로 ACCD로 많이 불리며 아트센터(ArtCenter)라는 약칭 또한 잘 알려져 있다. 일반적으로 대한민국의 언론들 사이에서는 패서디나 아트센터 대학이라는 이름으로도 잘 알려져 있다.
동문으로는 자동차 디자인의 전설인 BMW,BENZ 디자이너로 유명한 크리스 뱅글과 현대자동차 이상엽 부사장과 현존하는 탑 자동차 디자이너들과
삼성전자 협업으로 유명한 글로벌 디자이너 이브베하 등 글로벌 디자이너들이 있다.

## 특징
실용성과 실무성, 상업성을 중시하는 학풍이 강하며, 미국과 다른 여러 나라의 대기업들로부터 각광을 받는 대학이기도 하다. 교수진 대부분은 교수라는 직함 대신에 강사(instructor)라고 불리며, 대부분은 미국 내의 현존하는 게임 회사나, 자동차 제조 회사 등에서 근무하는 현직 직원이기도 하다. 캠퍼스로는 힐사이드 캠퍼스와 사우스 캠퍼스의 두 군데가 있다.

## 역사
아트센터 디자인 대학교는 1930년에 미국의 광고업자인 에드워드 A. 애덤스가 세웠으며,
Cal tech에서 디자인만 특화하여 디자인대학으로 분리되어 나왔으며,현재도 함께 수업과 연구를 진행하여, NASA연구소와 함께 연구하고있다.
당시에는 캠퍼스가 패서디나가 아닌 로스엔젤레스에 소재하고 있었다. 당시의 대학의 규모는 전임 강사 12명과 학생 8명이 전부였다. 1935년에는 미국의 사진가인 프레드 아처가 사진학과를 설치하였고, 1930년대 후반에는 미국인 사진가인 안셀 애덤스가 사진부의 강사로 부임하였다. 제2차 세계 대전 중에는 캘리포니아 공과대학교와 합작으로 기술 일러스트레이션 과정을 운영하기도 하였다. 1976년에 캠퍼스를 로스엔젤레스에서 인근의 패서디나로 이전하였고, 1986년에는 스위스의 라투르드페에 분교를 설치하였다.

## 학부
- 광고제작 전공 (Advertising)
- 엔터테인먼트 디자인 전공 (Entertainment Design)
- 환경 디자인 전공(Environmental Design)
- 영화제작 전공 (Film)
- 순수 미술 전공 (Fine Art)
- 그래픽 디자인 전공 (Graphic Design)
- 일러스트레이션 전공 (Illustration)
- 상호 디자인 전공 (Interaction Design)
- 사진 및 영상 전공 (Photography & Imaging)
- 제품 디자인 전공 (Product Design)
- 자동차,운송 디자인 전공 (Transportation Design)
- 인문학 & 디자인 과학 전공 (Humanities & Design Science)
- 통합연구 전공(Integrated Studies)

### 대학원
- 예술학 전공 (Art)
- 영화 전공 (Film)
- 환경 디자인 전공 (Environmental Design)
- 산업 디자인 전공 (Industrial Design)
- 그래픽 디자인 전공 (Graphic Design)
- 미디어 디자인 전공 (Media Design)
- 자동차, 운송 디자인 전공 (Transportation Design)

## 같이 보기
- 캘리포니아주의 대학 목록